# Serap Güler
Serap Güler (ur. 7 lipca 1980 w Marl) – niemiecka polityk i urzędniczka, działaczka Unii Chrześcijańsko-Demokratycznej (CDU), w latach 2012–2017 deputowana do landtagu Nadrenii Północnej-Westfalii, od 2021 deputowana do Bundestagu, od 2025 minister stanu w Federalnym Ministerstwie Spraw Zagranicznych.

## Życiorys
W 1999 zdała egzamin maturalny, po czym w latach 1999–2002 odbyła kształcenie zawodowe w zakresie hotelarstwa. W latach 2002–2007 studiowała komunikację i germanistykę.
W latach 2007–2012 pracowała jako doradczyni w rządzie krajowym Nadrenii Północnej-Westfalii – najpierw w Ministerstwie ds. Pokoleń, Rodziny, Kobiet i Integracji, a następnie w Ministerstwie Zdrowia, Emancypacji, Opieki i Osób Starszych. W 2009 wstąpiła do CDU. W latach 2012–2017 była posłanką do landtagu Nadrenii Północnej-Westfalii. Od 2017 do 2021 pełniła funkcję sekretarz stanu ds. integracji w Ministerstwie ds. Dzieci, Rodziny, Uchodźców i Integracji tego landu.
W 2021 po raz pierwszy uzyskała mandat posłanki do Bundestagu. Z powodzeniem ubiegała się o reelekcję w 2025. W maju 2025 objęła stanowisko ministra stanu w Federalnym Ministerstwie Spraw Zagranicznych.